# Козуб, Антонина Митрофановна
Антонина Митрофановна Козуб (1908, ныне Днепропетровская область — ?) — украинская советская деятельница, звеньевая-кукурузовод колхоза «Россия» Верхнеднепровского района Днепропетровской области. Депутат Верховного Совета СССР 5-6-го созывов.

## Биография
Родилась в крестьянской семье. В 1929—1941 годах — колхозница, доярка колхоза.
С начала Великой Отечественной войны находилась в эвакуации в Харьковской области УССР и Сталинградской области РСФСР, где работала в колхозе и была управляющей отделения совхоза в селе Галка на Заволжье.
Член ВКП (б) с 1944 года.
В 1944—1949 годах — заместитель председателя, председатель колхоза «Оборона» общеобразовательная района Днепропетровской области.
С 1949 года училась в областной сельскохозяйственной школе по подготовке руководящих колхозных кадров в Днепропетровске, получила звание младшего агронома.
После окончания сельскохозяйственной школы работала председателем колхоза имени Воровского Днепропетровской области.
С 1955 года — звеньевая-кукурузоводов колхоза имени Ворошилова (с 1957 года — «Украина», в 1959 году — «Россия») села Днепровокаменка (Анновка) ныне Верхнеднепровского района Днепропетровской области. Выращивала высокие урожаи кукурузы. Получала урожай кукурузы молочновосковой зрелости по 248 ц. с гектара на площади 8 га.
Окончила заочно Днепропетровский сельскохозяйственный институт.

## Награды
- орден Ленина
- прочие ордена
- медали